# 烟酰氯盐酸盐
烟酰氯盐酸盐是一种化合物，化学式为C6H5Cl2NO，它可由烟酸在氯化亚砜中回流得到。它是无色晶体，属单斜晶系，空间群P21/n。它在潮湿空气中可以水解。